# Rotary International
O Rotary International é uma associação de clubes de serviços cujo objetivo declarado é unir voluntários a fim de prestar serviços humanitários e promover valores éticos (expressos através da Prova Quádrupla) e a paz a nível internacional. Existem mais de 37 mil clubes Rotary no mundo, com cerca de 1,4 milhão de membros, chamados rotarianos.
O primeiro Rotary Club foi fundado na cidade de Chicago, Estados Unidos, em 1905 pelo advogado Paul Harris e mais três homens de negócios, Gustav Loehr — engenheiro de minas, Hiran Shorey — alfaiate, Silvester Schiele — comerciante de carvão. A Associação Nacional de Rotary Clubs (National Association of Rotary Clubs) foi fundada em 1910 e em 1912 seu nome mudou para Rotary International em função da admissão do primeiro Rotary Club fora dos Estados Unidos, em Winnipeg, Canadá.
A Fundação Rotária é patrocinada exclusivamente por doações. As contribuições para o Fundo Anual de Programas são investidas durante três anos, sendo os rendimentos obtidos também utilizados para cobrir os custos administrativos da entidade, isto é, os dólares doados financiam os programas três anos mais tarde.
As doações feitas ao Fundo Permanente permanecem continuamente investidas, e apenas os juros resultantes são usados em apoio aos programas. A Fundação teve início em 1917 com um fundo de dotações com o objetivo de fazer o bem no mundo. Embora a Fundação Rotária tenha sido oficialmente estabelecida em 1928. Todos os subsídios da Fundação Rotária são iniciados por clubes. A 2 de Fevereiro de 2005 foi feito Membro-Honorário da Ordem do Mérito de Portugal.

## História

### Primeiros anos
O primeiro Rotary Club foi formado quando o advogado Paul P. Harris convocou uma reunião de três conhecidos de negócios no centro de Chicago, Estados Unidos, no escritório do amigo de Harris, Gustave Loehr, no Unity Building, na Dearborn Street, em 23 de fevereiro de 1905.
Os próximos quatro Rotary Clubs foram organizados em cidades do oeste dos Estados Unidos, começando com São Francisco, depois Oakland, Seattle e Los Angeles. A Associação Nacional de Rotary Clubs da América foi formada em 1910. Em 3 de novembro de 1910, um Rotary Club começou a se reunir em Winnipeg, Manitoba, no Canadá, marcando o início do Rotary como organização internacional. Em 22 de fevereiro de 1911, a primeira reunião do Rotary Club foi realizada em Dublin, na Irlanda. Este foi o primeiro clube estabelecido fora da América do Norte. Em abril de 1912, o Rotary fundou o clube de Winnipeg, marcando a primeira criação de um clube de serviço no estilo americano fora dos Estados Unidos.:45 Para refletir a adição de um clube fora dos Estados Unidos, o nome foi mudado para Associação Internacional de Rotary Clubs em 1912.
Em agosto de 1912, o Rotary Club de Londres recebeu a sua carta constitutiva da Associação. Durante a Primeira Guerra Mundial, o Rotary no Reino Unido aumentou de 9 para 22 clubes.
Em 1922, o nome foi mudado para Rotary International. De 1923 a 1928, o escritório e a sede do Rotary estavam localizados na E 20th Street (agora E Cullerton Street), no Edifício Atwell. Durante esse mesmo período, a revista mensal The Rotarian foi publicada poucos andares abaixo pela Atwell Printing and Binding Company. Em 1925, o Rotary havia crescido para 200 clubes com mais de 20 mil associados. Durante a década de 1930, houve um conflito crescente na Ásia entre o Japão e a China e um medo de um possível confronto entre o Japão e os Estados Unidos. Na esperança de ajudar a resolver essas questões, um importante estadista internacional japonês, o príncipe Iyesato Tokugawa, foi escolhido como orador principal honorário na Convenção do 25º aniversário do Rotary, realizada em 1930 em Chicago. O príncipe Tokugawa ocupou o cargo de presidente da câmara alta do Congresso do Japão, a Dieta Nacional, durante 30 anos. Tokugawa promoveu princípios democráticos e boa vontade internacional. Foi somente após sua morte, em 1940, que os militantes japoneses conseguiram pressionar o Japão a se juntar às Potências do Eixo na Segunda Guerra Mundial.

### Segunda Guerra Mundial
Os Rotary Clubs na Espanha deixaram de funcionar logo após a eclosão da Guerra Civil Espanhola. Os clubes foram dissolvidos em toda a Europa da seguinte forma: Países Baixos (1923); Bélgica (1923);Finlândia (1926); Alemanha (1927); Áustria (1938); Itália (1939); Tchecoslováquia (1940); Estónia, Letónia, Lituânia, Polônia, Iugoslávia e Luxemburgo (1941) e Hungria (1941/1942).
O Rotary International trabalha com as Nações Unidas desde que a organização foi fundada em 1945. Naquela época, o Rotary estava envolvido em 65 países. As duas organizações partilhavam ideais em torno da promoção da paz. O Rotary recebeu status consultivo na ONU em 1946–47.
Durante o Terceiro Reich, os Rotary Clubs foram agrupados com a maçonaria como sociedades secretas associadas aos judeus e os oficiais nazistas foram proibidos de ingressar nelas. Isto foi revertido em julho de 1933, após apelos, mas o clube foi forçado a proibir a adesão de todos os judeus, o que levou a desistência de vários membros não-judeus em solidariedade. Para sobreviver, os membros tentaram mostrar a sua lealdade à liderança nazista, convidando funcionários do governo e empresários de alto nível. Estes incluíam Hermann Schlosser, gestor de negócios da Degesch – empresa que forneceu Zyklon B para uso em campos de extermínio como Auschwitz-Birkenau. Depois de 1945, o Rotary Club tentou controlar os danos impedindo que membros como Hans Globke e Wolfgang A. Wick fossem nomeados presidentes.

### De 1945 em diante

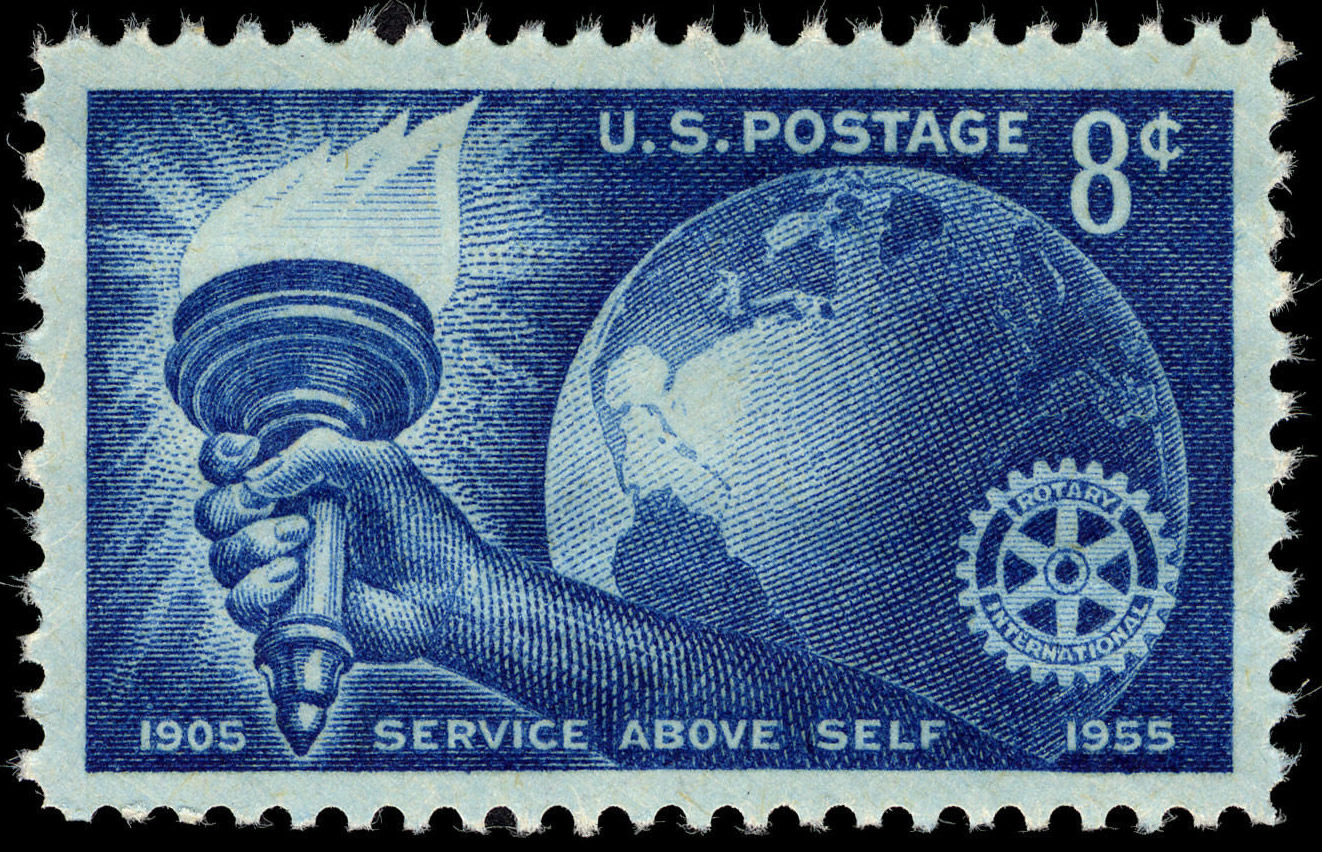
Selo dos EUA comemorando o 50º aniversário do Rotary International em 1955

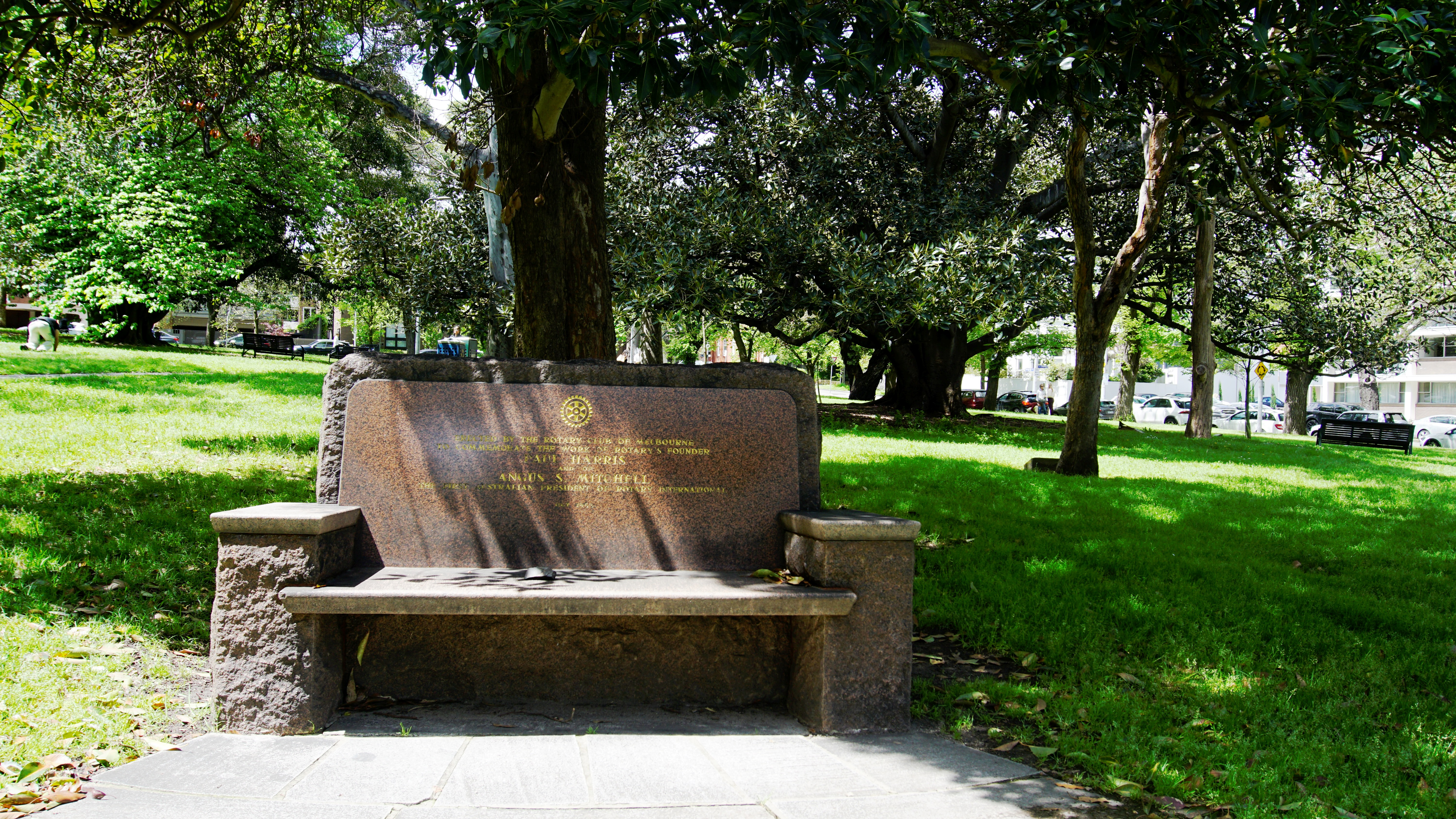
Assento memorial, Melbourne, Austrália

Os Rotary Clubs na Europa Oriental e nas nações comunistas foram dissolvidos por volta de 1945–46, mas novos Rotary Clubs foram organizados em muitos outros países, e na época dos movimentos de independência nacional na África e na Ásia, as novas nações já tinham Rotary Clubs.
Em 11 de janeiro de 1951, um decreto da Sagrada Congregação do Santo Ofício, publicado pelo L'Osservatore Romano, proibia o clero católico de aceitar a adesão a Rotary Clubs. Em 27 de janeiro de 1951, um segundo decreto do Santo Ofício especificou que a advertência contra a adesão de leigos se aplicava em alguns países, mas não nos Estados Unidos. As relações com a Igreja Católica Romana foram novamente alteradas por Paulo VI e João Paulo II.
Em 1985, o Rotary lançou o programa Pólio Plus para imunizar todas as crianças do mundo contra a poliomielite. Até 2011, o Rotary contribuiu com mais de 900 milhões de dólares para a causa.
Desde 2006, o Rotary tem mais de 1,4 milhão de associados em mais de 36 mil clubes em 200 países e áreas geográficas, tornando-o o mais difundido em núcleos e o segundo maior clube de serviços em número de associados, atrás apenas de Lions Clubs International.

## Administração e organização

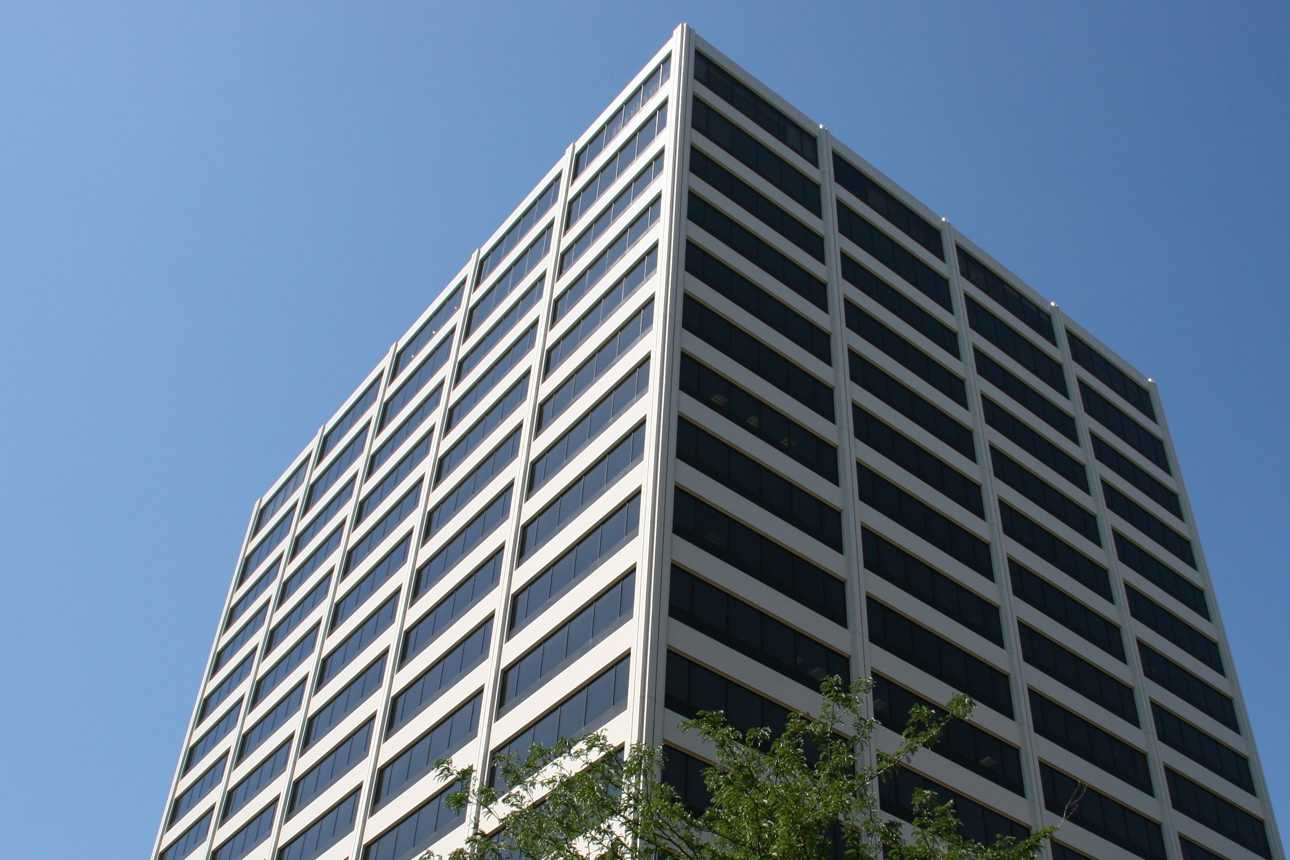
Sede mundial do Rotary International em Evanston, EUA.

Entre o Rotary International e os mais de 35 000 Rotary Clubs existem algumas instâncias. Os distritos são a última antes do Rotary International. Cada distrito é dividido em Áreas, que por sua vez são formadas por Rotary Clubs. Os distritos possuem sua governadoria, secretaria e tesouraria dentre algumas avenidas. A administração interna dos Rotary Clubs se da por meio de cargos. O mais alto cargo é o de presidente, líder de uma comissão denominada mesa, que é composta, além do presidente, do secretário e do tesoureiro, assim como seus respectivos vices. Existem também avenidas de serviços, que podem individualmente se tornarem comissões. As avenidas de serviços variam de clube a clube, sendo as mais recorrentes, a de Imagem Pública, Finanças, Comunidades e Protocolo.

### Clubes Afiliados

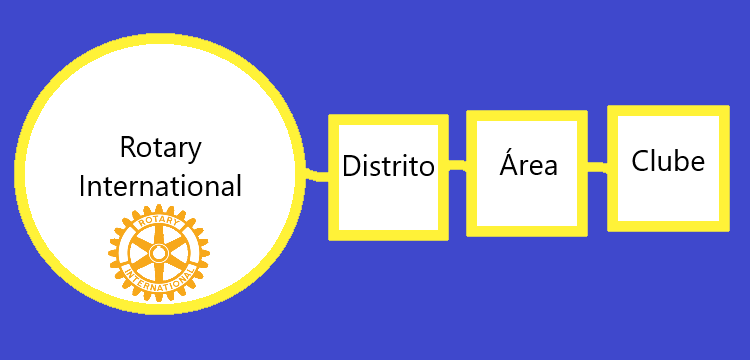
Organização do Rotary International.

#### Associação de Senhoras de Rotarianos
A Associação de Senhoras de Rotarianos, ou ASR, ou Inner Wheel, é uma organização internacional de clubes fundada em 1924 que reúne esposas e filhas de rotarianos. Os clubes estão presentes em mais de 103 países. Assim como o Rotary, as ASRs são divididas em clubes e distritos locais.

#### Interact Club
Os Interact Clubs são grupos de adolescentes de 12 a 18 anos, patrocinados por um Rotary Club, em que o principal objetivo é tentar ajudar a sociedade de uma forma simples, com campanhas, doações, visitas a creches e hospitais, entre outras coisas para melhorar do meio-ambiente à saúde da população carente. A sigla Interact significa International Action, ou Ação Internacional. O primeiro Interact Club foi fundado em 05 de novembro de 1962, em Melbourne, na Flórida, e rapidamente se espalhou pelo mundo afora. Atualmente, existem Interact Clubs espalhados em 161 países e regiões geográficas, e são 530 564 interactianos distribuídos em 23 068 Interact Clubs. No Brasil, existem 1.031 Interact Clubs e 23 713 Interactianos em 38 distritos rotários.
Esses clubes realizam ao menos dois projetos anualmente, prestando serviços voluntários de cunho nacional e internacional.

#### Rotaract Club
Os Rotaract Clubs são clubes de serviço para jovens a partir de 18 anos, com cerca de 215 000 associados em 9 388 clubes em 176 países. O Rotaract foi fundado em 1968 pelo Charlotte North Rotary Club, localizado em Charlotte, Carolina do Norte. Os Rotaract Clubs são baseados na comunidade ou na universidade e eram patrocinados por um Rotary Club local, até o ELEVATE ROTARACT, elevando o Rotaract de programa de Rotary, para clube de Rotary. Isso os torna verdadeiros "parceiros em serviço" e membros muito importantes da família rotária. "Rotaract" significa "Rotary in Action".

## Campanhas e ações notáveis

### Poliomielite (End Polio Now)
A erradicação da pólio constitui uma das iniciativas mais longas e importantes da trajetória do Rotary. Junto com diversos parceiros, já imunizaram mais de 2,5 bilhões de crianças contra a paralisia infantil em 122 países, representando uma redução de 99,9% no número de casos mundiais. O objetivo do Rotary junto a OMS, ONU e UNESCO é a de não parar a campanha End Polio Now até que a poliomielite seja erradicada para sempre em todo o mundo.